# Tocantins Esporte Clube (Miracema do Tocantins)
Il Tocantins Esporte Clube, noto anche semplicemente come Tocantins de Miracema, è una società calcistica brasiliana con sede nella città di Miracema do Tocantins, nello stato del Tocantins.

## Storia
Il club è stato fondato il 10 marzo 1993 e ha partecipato alla massima divisione statale per la prima volta nello stesso anno, dove ha terminato al quinto posto. Più tardi, ha vinto due volte il Campeonato Tocantinense Segunda Divisão, ovvero la seconda divisione statale, nel 2013 e nel 2015, dopo aver sconfitto rispettivamente in finale l'Araguaína e il Ricanato. Nel 2016, il club è ritornato nella massima divisione statale, dove è stato sconfitto in finale dal Gurupi, qualificando così per la Série D dell'anno successivo.

## Palmarès

### Competizioni statali
- Campeonato Tocantinense Segunda Divisão: 2

2013, 2015